# ميغيل أغيلار (لاعب كرة قاعدة)
ميغيل أغيلار (بالإسبانية: Miguel Aguilar)‏ هو لاعب كرة قاعدة مكسيكي، ولد في 26 سبتمبر 1991 في سيوداد أوبريجون في المكسيك.

## وصلات خارجية
- ميغيل أغيلار على موقع دوري كرة القاعدة الرئيسي (الإنجليزية)
- ميغيل أغيلار على موقعبيزبول رفرنس.كوم (الدوري الثانوي) (الإنجليزية)
- ميغيل أغيلار على موقع إي إس بي إن.كوم (أم.أل.بي) (الإنجليزية)